# گاریک بارسقیان
گاریک بارسقیان (انگلیسی: Գարիկ Բարսեղյան؛ زادهٔ ۱۵ سپتامبر ۱۹۸۶ در ایروان) کشتی‌گیر در رشته کشتی آزاد اهل ارمنستان است که در مجموع در مسابقات قهرمانی کشتی اروپا برندهٔ ۱ مدال برنز شده‌است.

## نتایج
- ۲۰۱۴ - مسابقات قهرمانی اروپا - فنلاند - ۳ام
- ۲۰۱۴ - مسابقات قهرمانی جهان - ازبکستان - ۲۷ام
- ۲۰۱۵ - بازی‌های اروپایی - جمهوری آذربایجان - ۷ام
- ۲۰۱۵ - مسابقات قهرمانی جهان - ایالات متحده آمریکا - ۲۷ام
- ۲۰۱۶ - مسابقات قهرمانی اروپا - لتونی - ۷ام
- ۲۰۱۷ - مسابقات قهرمانی اروپا - صربستان - ۱۳ام
- ۲۰۱۷ مسابقات قهرمانی جهان - فرانسه - ۱۱ام
- ۲۰۱۸ - مسابقات قهرمانی اروپا - روسیه - ۱۰ام
- ۲۰۱۹ - بازی‌های اروپایی - بلاروس - ۸ ام